# بيتر مايس
بيتر مايس (1 يونيو 1964 بشوتان في بلجيكا - ) هو مدرب كرة قدم ولاعب كرة قدم بلجيكي في مركز حراسة المرمى. لعب مع بيرسخوت إيه سي وستاندارد لييج وكونينكليجك ريسينغ كلوب ميتشيلين ونادي رويال أندرلخت وK.F.C. Lommel S.K. ‏ وبيفيرين.